# Makadi Bay
Makadi Bay (engelska: Makady) är en ort i Egypten. Den ligger i guvernementet Al-Bahr al-Ahmar, i den östra delen av landet, 400 km sydost om huvudstaden Kairo. Makadi Bay ligger 5 meter över havet och antalet invånare är 4 000.
Terrängen runt Makadi Bay är platt. Havet är nära Makadi Bay åt nordost. Det finns inga andra samhällen i närheten. 